# Isla de Maipo

Isla de Maipo é uma comuna da Província de Talagante, na Região Metropolitana de Santiago, no Chile. Integra juntamente com as comunas de Alhué, Curacaví, Peñaflor, María Pinto, Melipilla, El Monte, Padre Hurtado, Talagante e San Pedro o Distrito Eleitoral N° 31 e pertence a Circunscrição Senatorial 7ª da XIII Região Metropolitana de Santiago.
A comuna limita-se: a norte com El Monte e Talagante; a leste com Buin e San Bernardo; a sul com Paine; a oeste com Melipilla.